# Fährverbindung Marstal–Birkholm

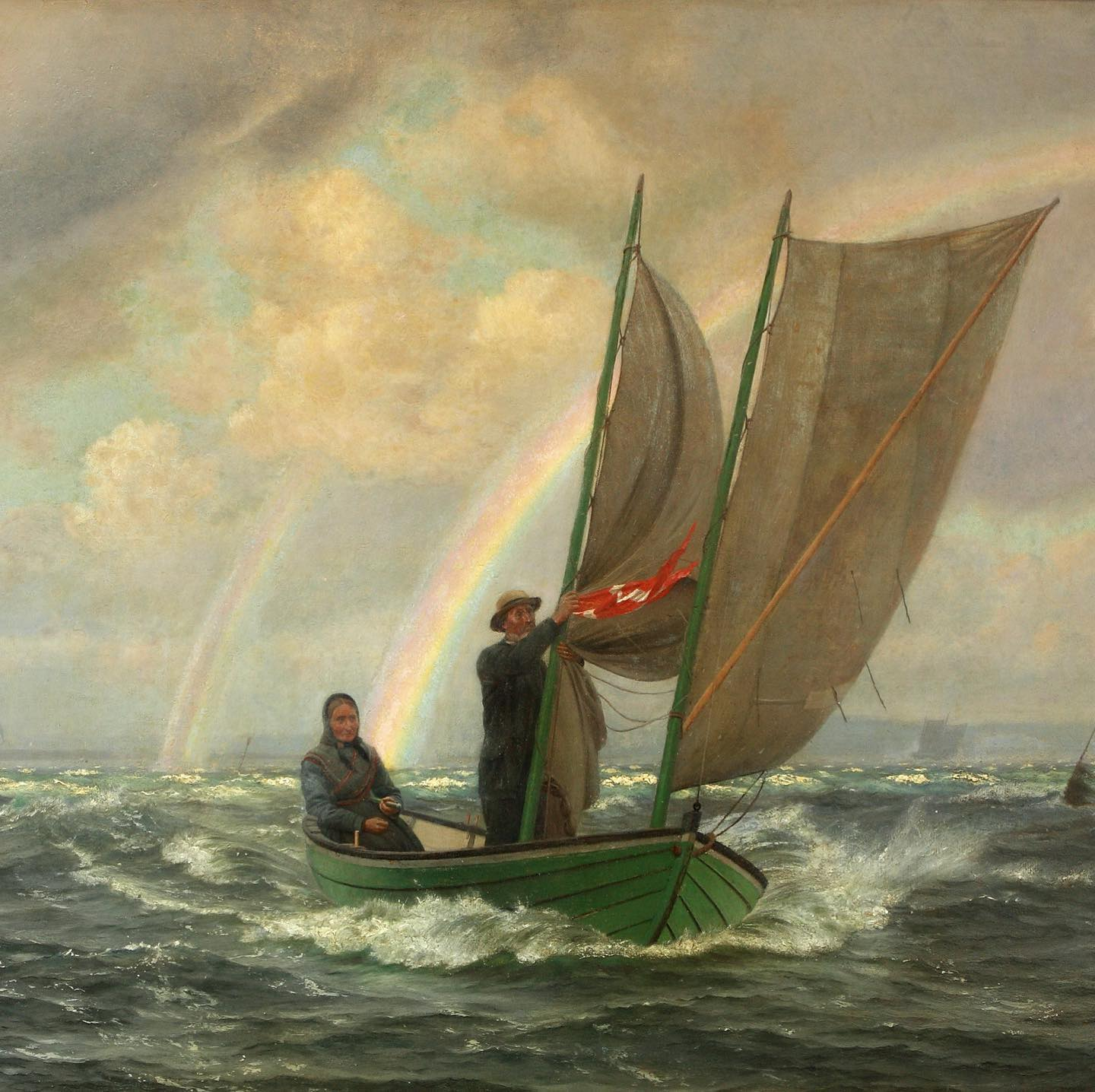
Postboot Tosmakke auf der Verbindung Birkholm–Marstal. Skipper Jørgen Rasmussen, der die Strecke seit 1882 bediente, setzt die Sturmsegel.

Die Fährverbindung Marstal–Birkholm ist eine innerdänische Fährstrecke. Sie verbindet den Hafen Marstal auf der Insel Ærø über das Mørkedyp mit der Insel Birkholm in der Dänischen Südsee. Auf der Linie verkehrt ein Postboot.

## Geschichte
Einst unterstand die postalische Versorgung Dänemarks einschließlich der Bewohner der dänischen Inseln der Kgl. danske Post og Telegrafvæsen.
Birkholm hatte bereits 1882 eine eigene Postbootlinie eingerichtet. Das Boot transportierte auch Vorräte und Fahrgäste. Damals lebten etwa 100 Einwohner auf der Insel, die von Postbootführer Jørgen Rasmussen bedient wurden. In der Anfangszeit erhielt er 20 Kronen pro Monat für den dreimal wöchentlichen Posttransport zwischen Marstal und Birkholm. Zusätzlich erhielt er 10 Kronen für den Posttransport nach Hjortø und zum damals noch bewohnten Hjelmshoved. Das Boot war ein mit zwei Marssegeln getakeltes Dingi.
Am 1. Mai 1898 übernahm Jørgen Rasmussens Sohn Niels Jørgensen die Route von seinem Vater. Um 1900 gab es drei wöchentliche Verbindungen zwischen Hjortø und Marstal auf Ærø über Birkholm. Als der Postverkehr für Hjortø ab 1906 mit dem Dampfschiff Strecke Ærøskøbing–Svendborg übernommen wurde, bediente die Postroute ausschließlich den Verkehr zwischen Birkholm und Marstal. Ab 1904 wurde ein hölzernes Motorboot eingesetzt, das auf Henningsens Werft in Rantzausminde gebaut wurde. 1927 wurde die Postlinie vom Sohn des Bauunternehmers Niels Jørgensen übernommen.
1949 musste das Postboot ersetzt werden, Bootsbauer Henningsen lieferte ein neues 3-Tonnen-Motorboot. Dieses Boot mit dem Namen »ANNA« wurde von 1966 bis 1973 von Peter Petersen gefahren. 1973 wurde er von Johannes Olsen abgelöst. Im selben Jahr wurde das Postboot durch das ehemalige Lotsenboot aus Marstal mit dem Namen Birkholm ersetzt.
1976 wurde die Firma Birkholms-båden I/S gegründet, die einen Neubau mit dem Namen Birkholm-Posten von Rantzausminde Bådeværft übernahm, das in Marstal seinen Heimathafen hatte.
2006 wurde von der Faaborg Værft ein neues, modernes Postschiff gebaut. Das Postschiff mit dem Namen Birkholmposten bot Platz für neun Fahrgäste und erreicht eine Höchstgeschwindigkeit von 18 Knoten. Es konnte die Strecke in 20 Minuten zurücklegen, aus Kraftstoffersparnisgründen dauerte die Fahrt jedoch 30 Minuten.

## Betrieb
Bis 1980 fuhr einmal pro Woche auch ein Paketboot von Birkholm über Drejø, Hjortø und Skarø nach Svendborg. Es beförderte landwirtschaftliche Güter, darunter Schweine, und kehrte mit Futtermitteln und Düngemitteln zu den Inseln zurück.
Für Sonderfahrten nach Birkholm zum Transport größerer Gegenstände wie Baumaterial, die das Postboot nicht befördern kann, kann das auf der Insel Hjortø beheimatete Fährschiff Hjortøboen bestellt werden. Für die notwendige Anlegemöglichkeit, vor allem in der Sommersaison in dem mit Segelbooten überfüllten Hafen, ist der Besteller verantwortlich.
Seit 2023 ist ein neues Boot, die Birkholmposten II, in Betrieb. Der Liegeplatz des Bootes ist auf der Insel Birkholm. 2025 fährt das Schiff im Sommerfahrplan vom 15. Mai bis 15. September die Strecke von der Insel Birkholm und Marstal zweimal täglich, im Winterfahrplan vom 16. September bis 14. Mai 2026 einmal täglich.

## Eingesetzte Postboote

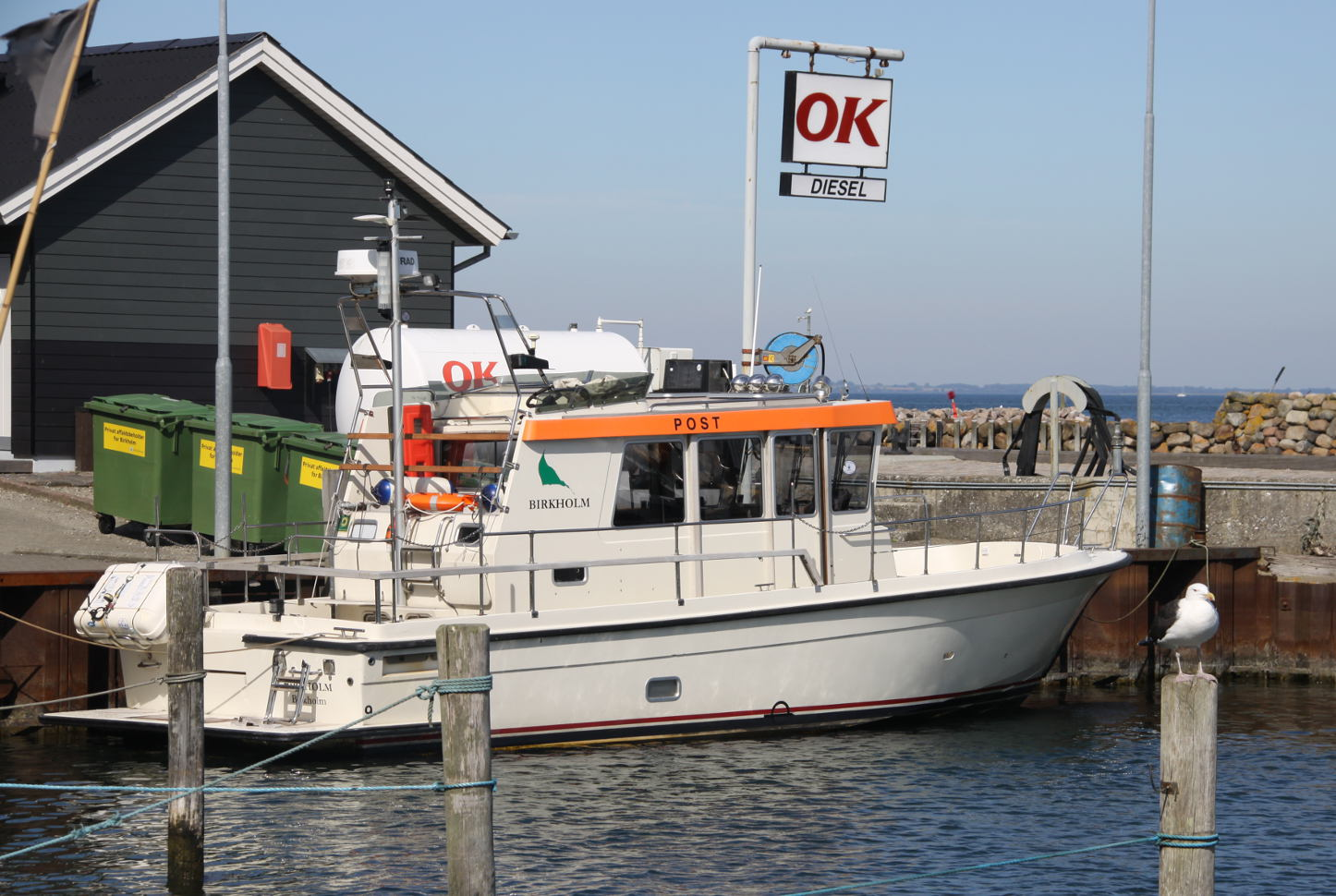
Postboot Birkholm am Liegeplatz Marstal

Seit 1882 waren sieben bekannte Postboote im Einsatz. Bekannt sind:
- 1882–1904 – Tosmakke
- 1904–1949 – (Holzmotorboot)
- 1949–1973 – ANNA[3]
- 1976–2006 – Birkholm-Posten[9]
- 2006–2010 – Birkholmposten[10]
- 2011–2023 – Birkholm[11]
- Juni 2019 – Silden – während einer längeren Reparatur der Birkholm[12][13]
- seit 2023 – Birkholmposten II[6]

## Aktuelle Situation
Bereits im August 2013 wurde vom Wirtschafts- und Innenministerium (dänisch Økonomi- og Indenrigsministeriet) festgestellt, dass bei Ausfall des privat betriebenen Postbootes die Linie eingestellt werden muss. Es erfolgt keine Hilfe über den Verband dänischer Kleininseln (dänisch Sammenslutningen af danske småøer).
2024 hat die dänische Seefahrtsbehörde Søfartsstyrelsen eine neue Sicherheitsregel für den Fährbetrieb eingeführt. Danach müssen seit dem 1. Januar 2025 mindestens zwei Personen für den Betrieb einer Fähre eingesetzt werden. Für die Fährlinie nach Birkholm muss eine Ausnahmegenehmigung beantragt werden.